# Space Flyer Unit

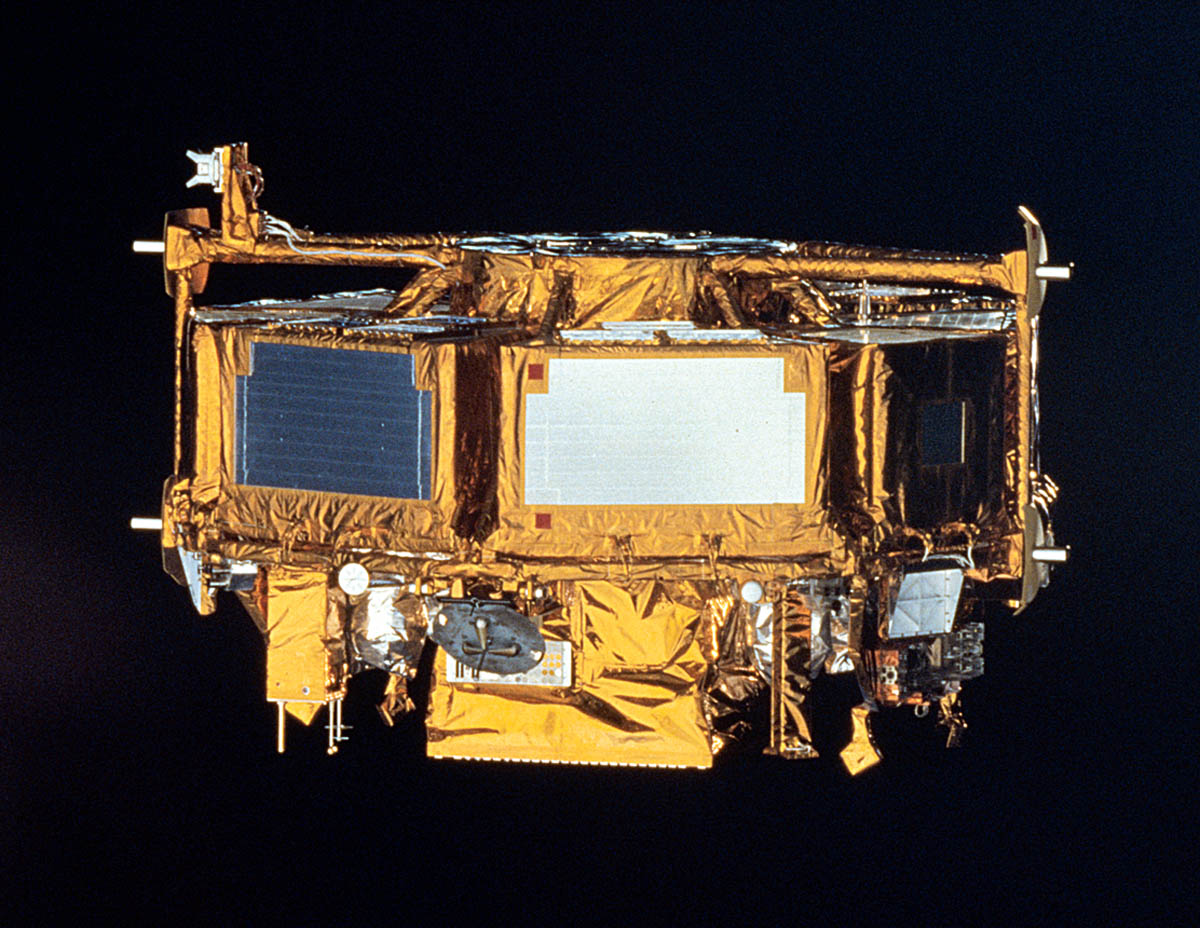
Le satellite SFU sans ses panneaux solaires est sur le point d'être récupéré.

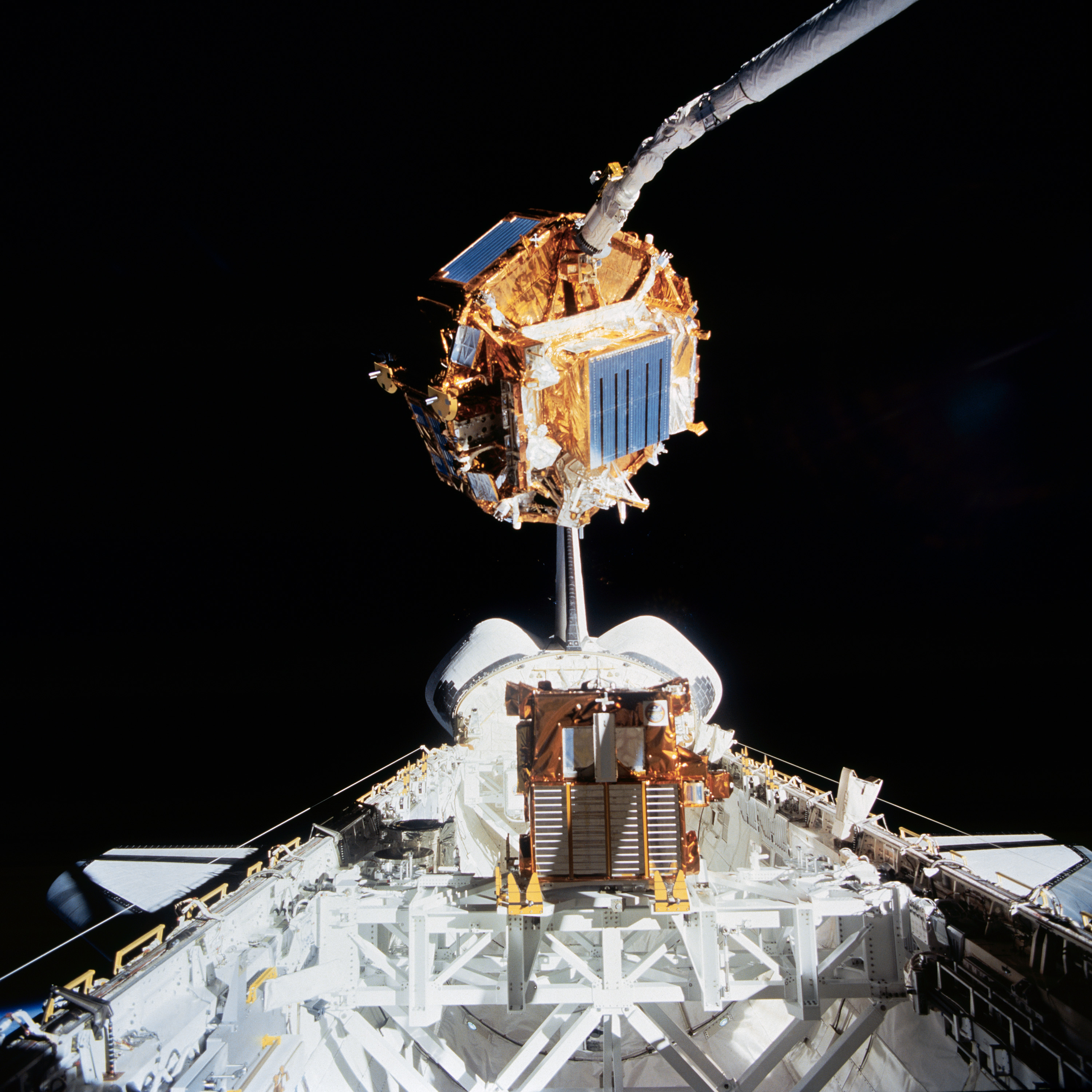
Le corps du satellite est rangé dans la soute de la navette spatiale.

Space Flyer Unit ou SFU (宇宙実験・観測フリーフライヤ (Uchū Jikken-Kansoku)) est un satellite scientifique japonais lancé en 1995 emportant un télescope infrarouge, des expériences technologiques et  de microgravité et destiné à tester la récupération et la réutilisation d'expériences et d'instruments placés dans l'espace. Mis en orbite le 18 mars 1995 par le lanceur H-II tiré depuis le centre spatial de Tanegashima il a été récupéré par la navette spatiale américaine Endeavour au cours de la mission STS-72 le 13 janvier 1996.

## Contexte
La mise au point de la navette spatiale américaine au début des années 1980 permet d'envisager le lancement de plateformes spatiales porteuses d'expériences scientifiques qui sont récupérées après un certain temps de séjour dans l'espace puis éventuellement replacées en orbite. Le projet de développement d'une plateforme de ce type est approuvé par les autorités japonaises. Le projet réunit sous la supervision du Ministère de l'Industrie et du Commerce international japonais 13 partenaires industriels. Il est prévu que la plateforme de 4 tonnes qui est développée soit réutilisée à 5 reprises. Le coût de développement s'élève à 535 millions $.

## Caractéristiques techniques
SFU est un satellite de 4 tonnes dont le corps a la forme d'un cylindre ayant un diamètre de 4,7 mètres pour une hauteur de 2,8 mètres. Deux panneaux solaires longs de 10 mètres s'étendent de part et d'autre du satellite et fournissent 27 kW. Le satellite dispose de petits moteurs-fusées pour le contrôle d'attitude. Une antenne fonctionnant en bande S retransmet les données scientifiques recueillies. La charge utile est constituée d'instruments scientifiques, d'expériences de microgravité et d'expériences destinées à tester de nouveaux dispositifs à mettre en œuvre dans l'espace notamment la transmission vers la Terre de l'énergie solaire captée dans l'espace,,.
Charge utile fournie par l'ISAS, :
- Télescope infrarouge IRTS (Infrared Telescope in Space) de 15 cm d'ouverture (spectre de 1 à 1000 micromètres) comprenant dans le plan focal 4 instruments : un spectromètre proche infrarouge (NIRS), un spectromètre moyen infrarouge (MRS), un capteur en proche infrarouge (FILM) et un photomètre en proche infrarouge (FIRP).
- Expérience de panneaux solaires bidimensionnels 2DSA
- Expérience de panneaux solaires à haut voltage HVSA
- Ensemble de diagnostic du plasma spatial SPDP
- Expérience de propulsion électrique EPEX
- Expérience de matériaux dans l'espace MEX
- Expérience de biologie spatiale BIO

Charge utile fournie par la NASDA :
- Plateforme EFFU
- Expérience de dynamique des gaz GDEF

Charge utile fournie par le Ministère de l'Industrie et du Commerce international japonais :
- Expérience de four à chauffe progressive
- Expérience de four à miroir
- Expérience de four isotherme

## Déroulement de la mission
La plateforme SFU est lancée par la fusée H-II le 18 mars 1995 avec le satellite météorologique Himawari 5. Après le déploiement des panneaux solaires, l'altitude du satellite est progressivement rehaussée de 330  à   486 km, altitude atteinte le 23 mars. Durant une période de 4 semaines, le télescope infrarouge a observé une portion de 7 % du ciel. La navette spatiale Endeavour chargée dans le cadre de la mission STS-72 de récupérer le satellite a été lancée le 11 janvier 1996. La récupération s'est déroulée au cours de 4 orbites le 13 janvier. L'équipage de la navette tente d'abord en vain de commander le repli des panneaux solaires. Après plusieurs tentatives, les panneaux solaires sont détachés par un dispositif pyrotechnique prévu en secours et abandonnés dans l'espace. Le corps du satellite est récupéré avec difficulté (le bras ne parvient pas à verrouiller sa prise) à l'aide du bras articulé de la navette mis en œuvre par l'astronaute japonais Kōichi Wakata et stocké dans la baie cargo de la navette qui a atterri le 20 janvier. Contrairement à ce qui était prévu, la plateforme SFU ne sera jamais remise en orbite,,.